# Пени от М.А.Р.С.
„Пени от М.А.Р.С.“ (на английски: Penny on M.A.R.S.) е италиански тийнейджърски трагикомичен сериал, който се излъчва премиерно по Дисни Ченъл в Италия на 7 май 2018 г. Сериалът е спин-оф на италианския сериал „Групата на Алекс“. Той е поръчан от 3Zero2 с подкрепата на The Walt Disney Company Italy. Премиерата на сериала е излъчена на 4 юни 2018 г. по Дисни Ченъл във Великобритания. През април 2018 г. сериалът е подновен за втори сезон, който се излъчва премиерно на 18 февруари 2019 г. Третият и последен сезон на сериала се излъчва премиерно на 17 февруари 2020 г. във Великобритания.

## В България
В България сериалът започва излъчване по локалната версия на Дисни Ченъл с дублаж на български език, записан в студио „Александра Аудио“. В него участват Георги Стоянов, Тодор Георгиев, Явор Караиванов и други. Режисьор на дублажа е Мариета Петрова.